# Picaflors pit rosat
El picaflors pit-rosat (Dicaeum keiense) és una espècie d'ocell de la família dels Dicèids (dicaeidae). És endèmic de les illes del sud i sud-est de l'arxipèlag de les Moluques, a Indonèsia. Els seus hàbitats principals són els següents ambients tropicals i subtropicals: boscos de frondoses secs, boscos de frondoses humits, manglars, sabana seca, matollars secs, matollars mediterranis, matollars de muntanya, cursos d'aigua i jardins rurals. El seu estat de conservació es considera de risc mínim.

## Taxonomia
La llista mundial d'ocells del Congrés Ornitològic Internacional en la seva versió 14.1 (gener 2024) reconegué aquest tàxon com una espècie de ple dret, segmentant-lo del picaflors australià (Dicaeum hirundinaceum) en base a diferències morfològiques significatives. Tanmateix, altres obres taxonòmiques, com el Handook of the Birds of the World i la quarta versió de la BirdLife International Checklist of the birds of the world (Desembre 2019), ja consideraven aleshores que aquest tindria la categoria d'espècie.